# 恶灵都市
《恶灵都市》是由Quantic Dream开发，艺夺互动发行的一款冒险游戏，1999年和2000年分别登陆Microsoft Windows和Dreamcast平台。玩家在游戏中探索三维城市奥米康城，参与近身搏击及武装战斗，与非玩家角色交谈，以此推动剧情发展。游戏讲述了一件连环杀人案的调查过程，揭露潜藏在城市古老历史中的超自然真相。
导演大卫·凯奇于1994年着手撰写剧本，1997年与艺夺签署发行协议。负责配乐的大卫·鲍伊和里夫斯·加布里尔斯为作品创作了十首原创歌曲。游戏开发工作历时两年半。评论人认可游戏的画面、原声带、剧情、人物模型、轮回机制、配音及战斗环节，但批评控制、加载时间及变幻无常的玩法模式。游戏获多项大奖提名，销量突破60万份，但在北美市场销路低迷，原定推出的续作最终搁浅。

## 游戏玩法

侧身镜头展示的近身搏斗镜头

《恶灵都市》是一款主要采用第三人称视角的冒险游戏，近身搏斗模式下为侧边视角，武装战斗模式下为第一人称视角。玩家可采用步行、奔跑、驾驶载具“滑行车”（Sliders）等方式探索奥米康城（Omikron）的三维环境，或是乘坐电梯进入公寓及写字楼；使用格斗控制键可以施放挥杆、跳跃、蹲伏、拳打及脚踢等动作，部分组合键可施放特技；穿越水域会触发游泳场景，氧气会有所消耗；使用体力消耗的能量可以用药盒、食物、饮料或特殊药水补充，施放法力（Mana）消耗的能量也可用药水补充。主角死亡（结局处自动触发）会附身到率先接触的非玩家角色，最多可附身40人。。
玩家阅读信息、与非玩家角色交谈、搜集物品可推动进度。玩家角色大多数情况下访问计算机终端SNEAK，能读取角色Sliders信息、开启清单及检索推动剧情的关键线索。玩家能够使用或检查的物品存放在清单中。魔力环帮助玩家在特定点保存游戏进度，或是购买非玩家角色的关键情报推动情节。游戏货币塞特克斯（Seteks）可用于购买消耗品、改良过的武器或线索。SNEAK清单若满载，物品会转移到空间更大的多计划虚拟储物柜（Multiplan Virtual Locker）存放。

## 梗概

### 设定
游戏设置在颇具未来感的城市奥米康，一座位于辉农（Phaenon）世界、人口稠密的大城市。城市被一顶巨大的水镜穹顶笼罩，历史可追溯到大冰期，用来在太阳湮灭后的太冰期保护城市。城市分安尼克巴（Anekbah）、卡尔萨（Qalisar）、斋普尔（Jaunpur）、贾汉吉尔（Jahangir）和拉霍雷（Lahoreh）五个分隔开的独立区域，生活方式及建筑风格各有不同。而居民们只能待在各自的区域中，不可跨区流动。

### 剧情
游戏伊始，奥米康城的警察凯伊669（Kay'l 669）让主角离开自己的世界，藉由他的身体进入奥米康城。玩家借助凯伊的身体与搭档继续调查连环杀人案。玩家在安尼克巴区查案，从搜集到的情报中得知杀手的目标是邪灵，非普通人类。随后地下反政府组织的出现，让主角佐证了自己的猜测。调查不断深入，情报陆续浮出水面：原来，奥米康警察局长甘达（Commandant Gandhar）是乔装成人类的邪灵，通过“灵魂游牧”（The Nomad Soul）的方式，将其他世界的人类灵魂吸入奥米康城；凯伊669请求玩家协助，按理也是个陷阱。若主角在这时死亡，在现实中游玩游戏的人也会永远丧失灵魂。尽管藏在幕后的其他邪灵屡屡尝试谋害主角的性命，玩家还是用超自然武器摧毁了甘达。
玩家轻松取胜后，名叫“觉醒”（The Awakened）的反政府组织出现，邀请玩家加入。玩家遵循一种古老的宗教秩序，与觉醒组织通力合作。这种秩序由波玆领导，他是纯电子存在，仅存于奥米康城的计算机网络。觉醒者给主角取名为“灵魂游牧者”，意指主角可以随意附身。灵魂游牧者后来发现，奥米康城发生的事情，是人类与恶魔旷古之战的延续，那场战争中，恶魔在强大的阿斯塔斯（Astaroth）带领下取胜。不久前，阿斯塔斯被流放至奥米康城深处。他利用恶灵搜集灵魂，附身于政府高级官员，渐渐恢复元气。灵魂游牧者利用上古魔法技术击败阿斯塔斯，回到自己的世界，无需提防恶灵吸去灵魂。

## 制作与发行
游戏总监大卫·凯奇厌倦了15年的作曲生涯，于1994年开始撰写游戏的剧本。凯奇在音乐行业的联络人收到长达200页的剧本，认为这个构想“无法在技术层面实现”。凯奇不信命，聘请有开发经验的好友参与开发，人数5到6人。他还将隔音间改造成办公室。他们给自己留了半年的时间，但到了要去找游戏引擎打造原型的时候，资金开始紧张。时间到了1997年，开发日程已到最后一个礼拜，凯奇前往伦敦，联系到艺夺互动，对方邀请他开会。演示和剧本给艺夺留下来深刻印象，发行合约在第二天下午就签订了。一个月后，游戏全面投入开发。原型于两个月后在E3电子娱乐展展示。
凯奇混搭多种游戏风格，希望营造“电影般的沉浸式”体验。一开始他将第一人称视角带入游戏，但这让他感到头痛，开始犹豫不定，但之后还按照艺夺的要求采用第一人称。凯奇写下自己想寻求合作的歌手，包括碧玉、强烈冲击、Archive乐队和大卫·鲍伊。应艺夺高级设计师菲利普·坎贝尔的邀请，鲍伊最终决定参与配乐，由吉他手里夫斯·加布里尔斯协助完成十首原创歌曲。他在巴黎逗留两个星期，参与设计工作。他在游戏中扮演波玆，以及在奥米康城演出乐队的主唱。加布里尔斯和音乐人盖尔·安·多尔西献出各自的形象。凯奇为每场演唱会做动作捕捉，历时30个小时。鲍伊的首要任务是给游戏注入“情感化的潜台词”，认为这是成功所在。鲍伊妻子、时装模特伊曼扮演了玩家可以附身的一个角色。泽维尔·德斯帕斯（Xavier Despas）创作氛围音乐及附加曲目。游戏开发工作历时两年半。
游戏北美版又名《Omikron: The Nomad Soul》，于1999年11月5日发行，按原名上市的欧洲于1999年10月31日发行，两者均登陆Microsoft Windows。Dreamcast移植版于2000年6月22日和23日分别登陆北美和欧洲。游戏销量突破60万份，其中欧洲40到50万份。凯奇认为艺夺支持工作不力，造成游戏在北美市场销量不振。原定于2000年5月发行的PlayStation版已完成七成，仍被取消。PlayStation 2版也被取消。2016年大卫·鲍伊去世后，游戏免费开放下载一个礼拜。

## 评价
游戏获《CNET Gamecenter》、《电子游乐场》和《GameSpot》提名为1999年年度最佳个人电脑冒险游戏，但分别惜败于《狩魔猎人3：血咒疑云》、《狐狸间谍2》和《时空英豪》。2000年，游戏获第3届互动成就奖“杰出角色或剧情开发奖”提名，但惜败于《世紀帝國II：帝王世紀》。
《AllGame》的格伦·威格摩（Glenn Wigmore）在评价Dreamcast版时，认为游戏“独一无二”，实时演算画面表现出色，最终显得“游戏看起来很扎实，营造出庞大、黑暗、真实的世界氛围”。他欣赏角色多变、真实的风度，以及良好的配音表现。至于格斗环节，他觉得非常“有趣”。《AllGame》的克里斯·卡特（Chris Couper）在评价PC版时，认为游戏是“巨大的飞跃，是他1999年最喜欢的游戏”。他认为剧情“非常有趣”，画风“惊艳”，原声带“打动人”。在他看来，游戏最具革命性的方面，是允许玩家附身到其他角色身上。《Eurogamer》给奥米康城“充满未来感的城市景观”打动，认为这很适合剧情。《Game Revolution》认为游戏是首款全沉浸式游戏，因此是1999年“最佳单人游戏体验”。他们认为剧情“有很强的代入感”，允许玩家通过不同途径解决同一问题的方式“非常新颖”，图像效果“非常华丽”，角色模型“震撼”，音效和配音“非常优秀”。游戏内电影般的画面也获得类似的赞扬。《Game Revolution》和卡特一样赞赏配乐“具有氛围感”。《GamePro》在评价Dreamcast版时，表示对场景及配乐感到满意。《GamePro》的纳什·韦纳（Nash Werner）游玩过PC版，认为游戏以创新方式呈现了被忽视的冒型类型游戏，画风类似于《银翼杀手》和蒂姆·伯顿的艺术风格，配乐很出彩，是营造氛围的关键元素，游戏系统“丝滑”。GameSpot的瑞安·麦克唐纳（Ryan Mac Donald）认为Dreamcast版的剧情很出彩，足够让玩家全程保持兴趣。他认为控制方案“恰当”，画风“令人印象深刻”，原声带“很出彩”。GameSpot的格雷格·卡萨文（Greg Kasavin）赞赏角色的模型、真实的情感刻画及配音。他也认为画面引擎在第一人称视觉模式下渲染敌人、武器特效和建筑的表现很优秀。IGN的杰里米·邓纳姆（Jeremy Dunham）认为Dreamcast版是“独一无二的体验”，画面比PC版出色。他称赞原声带有眼下赛博朋克电影的味道，和卡特一样认为附身机制是游戏最具革新性的功能。《IGN》的文森特·洛佩兹（Vincent Lopez）认为PC版的第一人称模式，“有趣、简朴”，适合依赖连招及动画的徒手格斗模式。他认为游戏处理剧情的方式很成熟，是自己印象最为深刻的部分。他又表示画风“很出色”，原声带也一样。《PC Gamer》的格雷格·维德曼（Greg Vederman）认为游戏玩法有趣，尤其是第三人称视角下的探索元素。
相反，威格摩认为部分细节“较粗糙”，撕裂了很“冷淡”的调色板，又认为按键方案“呆滞”，使角色显得笨拙，而冗长的加载时间也为人诟病。《Eurogamer》批评非玩家角色、载具和人工智能不协调。和威格摩一样，《Eurogamer》不喜欢控制方案，认为第一人称场景的控制感很差。遭到批评的还有存档系统、“自命不凡、漏洞百出”的剧情、轮回机制、不符合标准的图像及“块状、表现欠佳”的角色模型。《Game Revolution》称赞剧情之余，又指其“有点陈词滥调”，同时批评徒手搏斗和武装战斗和其他游戏比起来“非常差劲”。《GamePro》也和其他媒体一样发现游戏模式、控制及内容加载的不足之处。韦纳表示，说严重点，游戏是那种非玩家角色非常烦人的典型寻宝游戏。他认为模型“糊成一块”，纹理“阴暗、模糊”。唐纳指出，Qutanic Dream没能融合不同的游戏流派，未兑现沉浸式体验的承诺，只能说是把多边形道具拼凑在一起。动作场景被批重复累赘。卡萨文与唐纳德就多人模式玩法的实施持相同意见，认为该模式效果不好。他质疑游戏的世界是否独创，认为角色动画“僵硬、不真实”，批评徒手搏斗机制和其他格斗游戏比起来“愚笨”，原声带千篇一律，不像其他游戏一样多姿多彩。邓纳姆认为游戏应该说是弥赛亚和莎木的私生子，批评Dreamcast移植版“明显是赶工期”的产物，一开始觉得附身机制很有意思，到了结尾就觉得无聊了。洛佩兹认为帧率是他所遇到的“最严重问题”，尤其是第一人称模式。维德曼认为第一人称视角和侧身视角部分的观感和表现“相对较差”。

## 续作
到2000年1月，游戏续作已进入开发初期阶段，预计于2001年发行，暂定名《恶灵都市：出埃及记》（Nomad Soul: Exodus）和《奥米康2：业障》（Omikron 2: Karma），预计登陆Microsoft Windows、PlayStation 3和Xbox 360平台。《华氏》发行后，该项目仍在讨论阶段，但最终因给《暴雨殺機》让路而搁置。